# Табачников Модест Юхимович
Модест (Манус) Юхимович Табачников (рос. Модест Ефимович Табачников; 13 серпня 1913, Одеса, Російська імперія — 31 січня 1977, Москва, РРФСР, СРСР) — радянський композитор-пісняр. Заслужений діяч мистецтв РРФСР (1976).

## Біографічні відомості
Грав в оркестрі при фабричному клубі. У 1931—1936 рр. навчався на диригентському факультеті Одеського музично-театрального інституту.
У 1940—1941 рр. завідував музичною частиною Одеської кіностудії.
Автор понад 230 пісень, в тому числі популярних «Давай закурим», «У Черного моря» та інших. Автор музики до кінофільмів.

## Фільмографія
Автор музики до фільмів:
- «Приборкувачі велосипедів» (1963)

Автор музики до українських фільмів:
- «Десь є син» (1962)
- «Стежки-доріжки» (1963)
- «Сувора гра» (1964)
- «Весільні дзвони» (1968)
- «Будні карного розшуку» (1973)